# Edifício da Prefeitura Municipal do Serro
O Edifício da Prefeitura Municipal do Serro, também conhecido como Casa dos Carneiro, é uma edificação histórica e atração turística brasileira situada no município de Serro, no estado de Minas Gerais.
É um dos exemplares mais significativos da arquitetura serrana e uma das maiores construções do estilo colonial mineiro. Este sobrado de 40 cômodos, possui na parte externa 68 janelas, dez sacadas, 14 portas e dois portões. 
Diz a tradição que foi construído para receber o Imperador D. Pedro I durante uma possível visita ao Serro, em 1831, que no entanto não ocorreu. De residência particular do deputado e comendador José Ferreira Carneiro (Juca Carneiro), passou à propriedade de sua filha Júlia Cândida Ferreira Carneiro da Cunha Pereira, funcionando depois como Escola Normal e Câmara Municipal.
Foi tombado pelo IPHAN junto com todo o centro urbano de Serro em 1938. Um restauro no final da década de 1980 modificou as divisões internas, mas preservou a estrutura e a fachada. Em 2003 foi tombado pelo município. É um dos atrativos turísticos da Estrada Real de Minas Gerais e atualmente serve como sede do Executivo e da Câmara municipais.